# Joe McCartin
John Joseph "Joe" McCartin (ur. 24 kwietnia 1939 w Ballinamore w hrabstwie Leitrim) – irlandzki polityk, rolnik, parlamentarzysta krajowy, od 1979 do 2004 deputowany do Parlamentu Europejskiego I, II, III, IV i V kadencji.

## Życiorys
Kształcił się w St Patrick's College w mieście Cavan, jednak w wieku 15 lat powrócił do pracy w rodzinnym gospodarstwie rolnym. W ciągu dwudziestu lat wraz z bratem doprowadził do przekształcenia go w jedno z największych przedsiębiorstw rolnych w kraju, które zatrudniało około 300 osób i specjalizowało się w hodowli trzody chlewnej.
W latach 1973–1981 zasiadał w irlandzkim senacie (Seanad Éireann 13. i 14. kadencji) jako reprezentant panelu rolnego. W latach 1981–1982 i 1982–1987 wykonywał mandat deputowanego do izby niższej parlamentu (Dáil Éireann 22. i 24. kadencji). W 1982 i 1987 nie uzyskiwał reelekcji.
W wyborach europejskich w 1979 z ramienia Fine Gael po raz pierwszy został posłem do Parlamentu Europejskiego. Skutecznie ubiegał się o reelekcję w 1984, 1989, 1994 i 1999. Należał m.in. do grupy chadeckiej (od 1992 do 1994 jako jej wiceprzewodniczący). Pracował w Komisji Budżetowej, był wiceprzewodniczącym kilku komisji. W PE zasiadał do 2004. Nie kandydował na kolejną kadencję, wycofując się z działalności politycznej.